# Raymund Gamma
Raymund Gamma (* 25. Februar 1919 in Wassen; † 8. Juli 1980 in Luzern, heimatberechtigt in Wassen) war ein Schweizer Politiker (FDP).

## Biografie
Nach Abschluss des Handelsdiploms und Aufenthalten im Ausland war Raymund Gamma in der Hotelbranche tätig. Er war von 1954 bis 1971 Besitzer der Bahnhofbuffets in Göschenen und Airolo.
Sein erstes politisches Mandat hatte er von 1956 bis 1966 als Gemeinderat von Göschenen inne und war in den letzten vier Jahren davon als Gemeindepräsident tätig. Er war dann von 1966 bis 1968 zwei Jahre Landrat von Uri, ehe er anschliessend in den Regierungsrat gewählt wurde und dort bis 1980 aktiv war. In dieser Zeit war er von 1974 bis 1976 und im Jahr 1980 Landammann seines Kantons. Zum 26. November 1979 wurde er in den Nationalrat gewählt. Er verstarb im Amt am 8. Juli 1980.
Gamma gleiste das Personalwesen der Staatsverwaltung neu auf und war die treibende Kraft der Steuergesetzrevision. Weiter war er der Gründer der kantonalen Sektion des Touring Clubs Schweiz in Uri. Ferner hatte er diverse Verwaltungsratsmandate, so zum Beispiel bei den Elektrizitätswerken Altdorf und beim zentralschweizerischen Verkehrsverband, wo er auch Präsident war.